# ميشاك جيروم
ميشاك جيروم (Mechack Jérôme) (21 أبريل 1990 في فرنسا – )؛ هو لاعب كرة قدم كان يلعب كمدافع. يلعب مع منتخب هايتي لكرة القدم منذ عام 2008.

## وصلات خارجية
- ميشاك جيروم على موقع الدوري الأمريكي (الإنجليزية)
- ميشاك جيروم على موقع قاعدة بيانات كرة القدم.إي يو (الإنجليزية)
- ميشاك جيروم على موقع ناشيونال فوتبول تيمز (الإنجليزية)
- ميشاك جيروم على موقع Soccerway.com (الإنجليزية)
- ميشاك جيروم على موقع AS.com (الإسبانية)